# 湯浦町
湯浦町（ゆのうらまち）は熊本県南部、葦北郡に属していた町。

## 歴史
- 1889年（明治22年）4月1日 - 町村制の施行により、葦北郡湯浦村・女島村・丸山村・米田村・豊岡村・大川内村・高岡村・古石村・宮崎村の区域をもって湯浦村が発足。
- 1951年（昭和26年）10月1日 - 町制施行して湯浦町となる。
- 1970年（昭和45年）11月1日 - 葦北郡葦北町と新設合併し、芦北町が発足。同日湯浦町廃止。